# NN Group
NN Group N.V. – przedsiębiorstwo ubezpieczeniowe z siedzibą w Holandii.

## Opis
Przedsiębiorstwo powstało pod koniec roku 1962 z połączenia Assurantie Maatschappij tegen Brandschade De Nederlanden van 1845 (firma specjalizująca się w ubezpieczaniach od skutków pożarów) oraz Nationale Levensverzekerings Bank (banku ubezpieczeń na życie). Przedsiębiorstwo działało spójnie aż do nadejścia kryzysu na rynku ubezpieczeń pod koniec lat 80. XX wieku. W 1991 roku Nationale-Nederlanden połączyło się z Postbank aby razem stworzyć ING Groep. Wówczas do swojego wachlarza usług przedsiębiorstwo dodało kredyty hipoteczne.
Nationale-Nederlanden posiada swoje kwatery główne w Hadze, a także w Rotterdamie. Budynek siedziby przedsiębiorstwa w Rotterdamie był najwyższym budynkiem w całej Holandii do 2009 roku. Oprócz dwóch siedzib w powyższych miastach przedsiębiorstwo nie posiada oficjalnych przedstawicielstw na terenie reszty kraju, a pracownicy Nationale-Nederlanden działają niezależnie.
Nationale-Nederlanden jest oficjalnym sponsorem Reprezentacji Holandii w piłce nożnej.
Nationale-Nederlanden posiada udziały w polskich spółkach Skabu Państwa, m.in: PKN ORLEN, PZU oraz Tauron.